# Blätter für Heimatkunde (Steiermark)
Die Blätter für Heimatkunde sind eine regelmäßig erscheinende Zeitschrift zur Heimatkunde der Steiermark, die vom Historischen Verein für Steiermark herausgegeben wird. Die Ausgaben enthalten kleinere Aufsätze zu Archäologie und Kunstgeschichte, Rechts-, Verfassungs- und Verwaltungsgeschichte, Wirtschafts- und Sozialgeschichte bis hin zur Religionsgeschichte und Volkskunde.

## Geschichte
Nachdem der Historische Verein für Steiermark bereits seit 1850 die Mittheilungen des Historischen Vereines und seit 1864 die Beiträge zur Kunde steiermärkischer Geschichtsquellen regelmäßig publiziert hatte, erschienen 1923 erstmals auch die Blätter für Heimatkunde.

## Chefredakteure
Liste der Redakteure:
- 1928–1941: Hans Wutschnig
- 1946–1962: Otto Lamprecht
- 1963–1974: Manfred Straka
- 1975–1979: Manfred Straka und Günter Cerwinka
- 1980–1991: Günter Cerwinka
- 1992–2000: Günter Cerwinka und Eduard Staudinger
- 2001–2008: Günter Cerwinka, Eduard Staudinger und Burkhard Pöttler
- seit 2009: Günter Cerwinka und Burkhard Pöttler